# Język seloński
Język seloński (zeloński) – wymarły język z zespołu wschodniobałtyckiego języków bałtyckich, którym posługiwali się Zelowie na terenach obecnej wschodniej Litwy oraz północno-wschodniej Białorusi. Jeszcze w XIX wieku posługiwało się tym językiem ok. tysiąca osób.
Język seloński posiada 360 słów pochodzących z języka niemieckiego, 60 z języka polskiego, 230 z języka białoruskiego, 66 z języka rosyjskiego oraz 900 z języków bałtyckich.
Istnieje również książka do nauki tego języka.